# Ascenseur incliné de Can Franquesa
L'ascenseur incliné de Can Franquesa (en catalan : ascensor inclinat de Can Franquesa) est un ascenseur incliné situé dans le quartier du même-nom de la commune de Santa Coloma de Gramenet, dans la comarque du Barcelonès, dans la province de Barcelone, en Catalogne. Cet ascenseur incliné a été inauguré le 8 janvier 2011 par la mairesse Núria Parlón i Gil (ca).
Cet ascenseur relie les rues Còrdova et Menorca.

## Caractéristiques techniques
La ligne est à voie unique et possède un dénivelé de 33 m. Elle possède un seul ascenseur avec une capacité de 25 personnes. L'ascenseur est tracté par 6 câbles et a été construit par ThyssenKrupp Elevators.